# Faradaya
Faradaya là một chi thực vật có hoa trong họ Hoa môi (Lamiaceae).

## Loài
Chi Faradaya gồm các loài: